# Лежа (Вологодская область)
Лежа — станция и посёлок при ней в Грязовецком районе Вологодской области.
Входит в состав Сидоровского муниципального образования (с 1 января 2006 года по 9 апреля 2009 года входила в Лежское муниципальное образование), с точки зрения административно-территориального деления — в Лежский сельсовет (в прошлом была центром этого сельсовета).
Расстояние до районного центра Грязовца по автодороге — 35 км, до центра муниципального образования Сидорово по прямой — 23 км. Ближайшие населённые пункты — Засечное, Спасское, Майский.

## История
Станция железной дороги «Вологда — Вятка» (пущенной в 1906 году) Грязовецкого уезда Вологодской губернии была построена в 1902 году. Получила название в честь реки Лежа, протекавшей в нескольких километрах от станции.
В 1929 году входила в Герценский сельсовет Грязовецкого района Северного края. В декабре 1926 года в деревне Лежа имелось 22 двора (30 хозяйств) в которых проживало 138 человек (78 мужчин и 60 женщин). В это время в деревне Лежа находилось торговое заведение, лесхоз, учлесхоз, школа I ступени, почта. Также рядом с деревней Лежа располагалась водокачка Лежа. В ней имелось 2 двора (3 хозяйства), и в них проживало 8 человек (6 мужчин и 2 женщины).
В 1935 году в Северном крае был образован Лежский район. В составе Лежского района Лежа в 1936 году вошла в Северную область, а в 1937 в Вологодскую область. 
(С 1935 по 1955 год) В 1938 - 1945 годы Лежа в качестве посёлка была центром Лежского района.
Посёлок Лежа был центром Лежского сельсовета, но позже администрация переместилась в деревню Спасское.
По переписи 2002 года население — 343 человека (151 мужчина, 192 женщины). Преобладающая национальность — русские (99 %).